# レープクーヘン

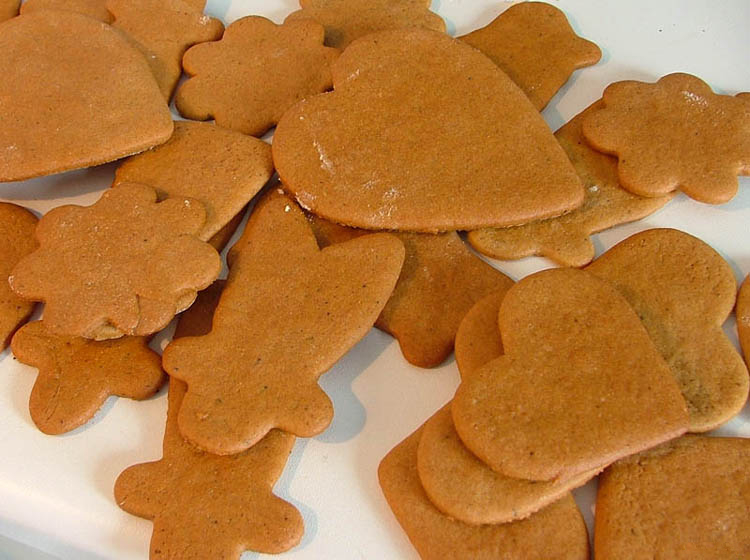
焼きたてのレープクーヘン（ジンジャーブレッド）

レープクーヘン (独: Lebkuchen) は、蜂蜜・香辛料、またはオレンジ・レモンの皮(オレンジピール・レモンピール)やナッツ類を用いて作ったケーキの一種で、ドイツを中心に中央ヨーロッパ各地で作られている。ドイツではクリスマスに飾ることで知られ、特に家の形をしたものはホイスヒェン (Häuschen) 、プフェッファークーヘンハウス (Pfefferkuchenhaus) と呼ばれる。
ドイツの有名レープクーヘン専門店は「レープクーヘン・シュミット社（Lebkuchen Schmidt GmbH）」であり、Otto Schmidt Verwaltungs GmbH(ドイツ語版)の子会社でニュルンベルク（Nürnberg）にある。

## 加えられる香辛料など
レープクーヘンの特徴として、蜂蜜を甘味料に使うことと、東洋由来のスパイス（代表的なものにシナモン、クローブ、アニス、また場合によってカルダモン、コリアンダー、ショウガ、ナツメグ）を入れる点が挙げられる。酵母は用いられず、かわりに膨張剤として炭酸アンモニウム（鹿角塩）ないし炭酸カリウム（あるいはこの両方）が使われるがこれらは焼く前の生地に苦味を与える。
レープクーヘンは、しばしば、アーモンド、クルミ、オレンジピール、レモンピール、そしてとりわけチョコレートといった材料で風味付けをする。今日では、主要なスパイスをあらかじめ混合したものがレープクーヘンスパイスの名で売られている。
ドイツではレープクーヘンは要求される最低限の品質が法律で定められていて、それを満たしてはじめて「レープクーヘン」の付く流通名称（「エリーゼンレープクーヘン」など）が許可される。生地に少なくとも25パーセントのアーモンド・クルミ・ハーゼルナッツが含まれている場合、「食料品及び日用品の品質に関する法律 (略称：LMBG)」にもとづき、「エリーゼンレープクーヘン」の名称をつける必要がある。エリーゼンレープクーヘンの生地に配合できる他の素材は、10パーセントまでの穀粉、7.5パーセントまでのデンプンで、上記のナッツ類ではない種子類（ヒマワリ・アマニ・ケシ・ダイズなど）を入れてはならない。さらに、エリーゼンレープクーヘンは、LMBGによって「高品質ベーカリー製品」と定められ、これら以外の材料として栄養価の高いクーベルチュールのみを加えることができ、栄養価の低いカカオ入りバタークリームを用いて製造してはならない。

## 名称
多くのケーキ菓子類の場合と同様、レープクーヘンにもドイツの地域によって異なった名がつけられている。南部・西部・北部ドイツでは、「レープクーヘン (Lebkuchen)」という用語が優勢である。南西ドイツでは、「ラーベクーヘン (Labekuchen)」「レッククーヘン (Leckkuchen)」「レーベンスクーヘン (Lebenskuchen)」の名称もみられる。バイエルン地方では「レープクーヘン」の類義語として「マーゲンブロート (Magenbrot)」も使われるが、この語は一般には別の種類の焼き菓子を表す用語である。これに対し、東部ドイツでは「プフェッファークーヘン (Pfefferkuchen)」の呼称が広く用いられている。
「レープクーヘン」の語の正確な由来や意味については、一致した研究結果が得られていない。名称の由来は、しばしば「Leben（レーベン＝命、生活）のKuchen（クーヘン＝ケーキ）」と解釈されるが、一説によれば、おそらくラテン語の「libum（リーブム＝パンケーキ、捧げもののケーキ）」が語源になっていて、「生命」とは無関係であるとされる。別説では、この語の語源をドイツ語の単語『Laib（ライプ＝パンなどの塊）』に求めるものもある。「プフェッファークーヘン」の呼称は、基本的な材料である外国由来のスパイスを総合的に「Pfeffer（プフェッファー＝コショウ）」と呼んでいた中世にまでさかのぼる。レープクーヘンと同系統の菓子は、イギリスやフランスではそれぞれ「gingerbread（生姜入りパン）」ないし「pain d'épices（スパイス入りパン）」と呼ばれ、このことは、東洋由来のスパイスが大きな重要性をもっていたことを示している。「ホーニッヒクーヘン（Honigkuchen）」の名称は、この菓子を特徴づけるもうひとつの副材料である蜂蜜にちなんだ名称である。

## 歴史
スパイスの入った小さな蜂蜜パンについて記している最初の文献記録は、紀元前350年のものである。古代のエジプト人は、蜂蜜で甘くしたケーキを知っていたが、これは往時の葬儀の副葬品としても知られている。ローマ人に馴染みのあったパーヌス・メリトゥスは蜂蜜をケーキに塗って焼いたものである。今日とは違い、レープクーヘンはクリスマスの時期にのみ食されるものではなく、イースターやそのほかの時にも食べられるものであった。レープクーヘンは四旬節の節制（断食）料理の一品として、強いビールなどの飲み物と一緒に出された。
今日知られている形状のレープクーヘンは、もともとはベルギーの町ディナンで発明され、それからアーヘンの人々に受け継がれて変化し（ドイツ語版アーヘナー・プリンテンを参照。プリンテンは香辛料入りのクッキーの一種）、そして最後にフランケン地方の修道院に引き継がれて再度多少の変化をみたものである。修道女たちはクッキーをデザートとして製造した。既に1296年に、ウルムで「プフェッファークーヘン」として言及された記録がある。14世紀には、ニュルンベルクとその周辺で、レープクーヘンが男子修道院で焼かれていたことが知られている。レープクーヘンは長持ちし貯蔵しやすかったために好んで作られ、食料の乏しい時期でも修道士たちに分配することができた。
レープクーヘンの製造には遠い国からの珍しいスパイスが必要だったので、主要な交易地点となった都市には長年に及ぶレープクーヘンの歴史がある。この歴史は、ニュルンベルクとプルスニッツを除くと、アウクスブルク、ウルム、ケルン、バーゼルでみられる。ミュンヘンでは1370年の税金目録に既に「レープツェルター」の記載が見えるが、これはすなわちレープクーヘン職人をさす。ミュンヘンではレープクーヘンは型抜きされ色とりどりの砂糖で飾られるが、ニュルンベルクではアーモンドやレモンピールで飾り付けされる。
西プロイセンの町トルン（現ポーランド国内）のトルン風レープクーヘン、別名Thorner Kathrinchen（トルン風カトリンヒェン）ないしThorner Pflastersteine（トルン風丸型ケーキ）も有名である。この名称は聖カタリナ修道院、通称「Kathrinchen」に由来する。
レープクーヘンは、聖体を焼くのに使用した修道院のパン窯で、ウエハースに載せて同様に焼かれる。南ドイツないしオーストリアでは、薄型のケーキを「ツェルテ (Zelte)」と呼び、したがってそれを焼く人は「レープツェルター (Lebzelter)」と呼ばれた。レープクーヘン職人はギルドを組成した。

## 普及

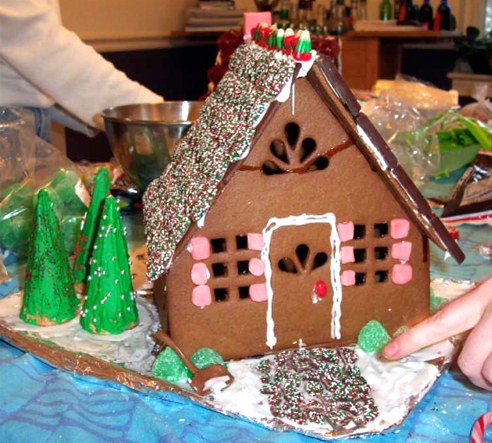
レープクーヘン製の家（ホイスヒェン）

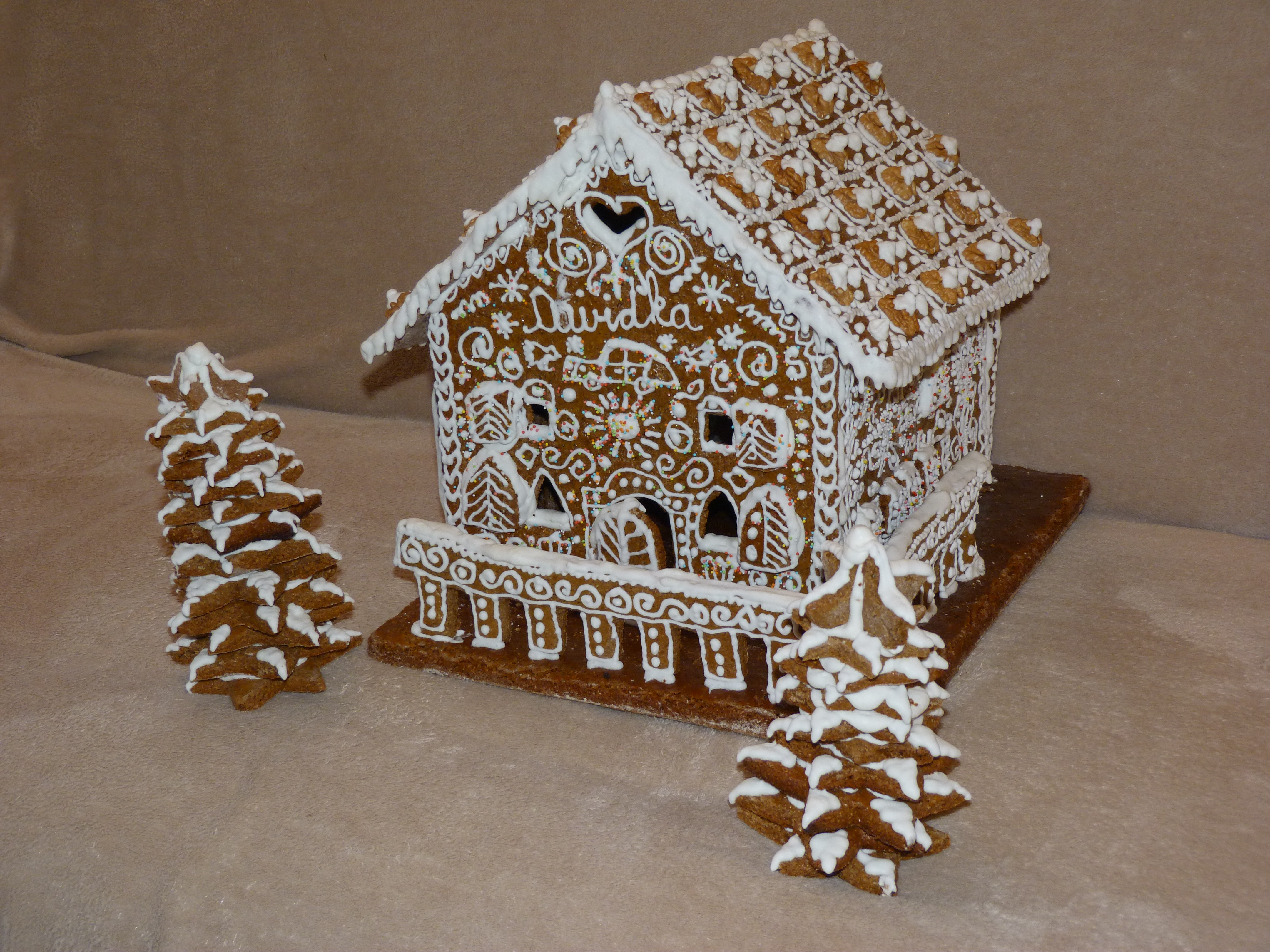
（ホイスヒェン）

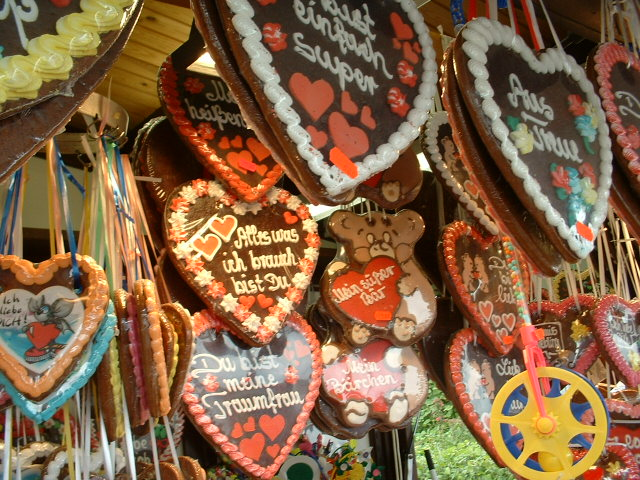
お祭りで売られる、様々な愛の文句が書かれたハート型のレープクーヘン

今日では、レープクーヘンは、地域によってさまざまな呼称とバリエーションに富んだ伝統的なクリスマスの焼き菓子とみなされている。チョコレートや砂糖の上掛けのあるものやないもの、ナッツやアーモンドやジャムフィリングの分量の多い少ないなど多様である。絞り出したアイシングで飾り付けをしたハート型レープクーヘンも人気があり、村祭りや年の市、またとりわけクリスマス市でパン屋の屋台で売られている。お祭りの屋台では一年を通じてメッセージが書かれたレープクーヘンが売られ、アイシングで好みのメッセージを書いてくれる店もあるが、食用よりはむしろ記念品・装飾品向けである。ヘンゼルとグレーテルのメルヘンに由来する有名なお菓子の家、プフェッファークーヘンホイスヒェン（一般にはクヌスパーホイスヒェンやヘクセンハウスとも呼ばれる）もレープクーヘンで作られる。
世界的に知られているレープクーヘンは、ニュルンベルク風レープクーヘンとアーヘナープリンテンである。バーゼル風レッカーリ (Basler Leckerli)、アルツベルク風レープクーヘン (die Arzberger Lebkuchen)、ベントハイム風モッペン (der Bentheimer Moppen)、プルスニッツ風プフェッファークーヘン (Pulsnitzer Pfefferkuchen)もよく知られたバリエーションである。そのほかにフランスのディジョン由来ないしデンマークのクリスティアンフェルト由来、あるいは1919年以来ポーランドのトルンで作られているトルナー・カトリンヒェンといった有名な名産品のレープクーヘンもある。
スイスではレープクーヘン製聖ニコラウスも広まっている。レープクーヘンの塊にアラビアゴムで紙製のニコラウス像を貼り付けたものである。この伝統は19世紀半ばまでさかのぼる。
非常に素朴なレープクーヘンの一種、ゾーセンクーヘン (de:Soßenkuchen)は、ドイツのいくつかの地方の調理場ではソースを作るのに一年中使う調味料である。
今日では、調製済みのレープクーヘン生地やミックススパイスを、食料品販売店でも販売している。

## ロシアのレープクーヘン（プリャーニク）
ロシア式レープクーヘンであるプリャーニクは、小麦粉、砂糖、バター、油、水、牛乳、塩で作られる。蜂蜜とスパイスも加えられることがある。プリャーニクはしばしばロシアンティーとともに供される。
プリャーニクの名産地として知られるトゥーラ市では、遅くとも18世紀には、多種多様な形状や風味付けのプリャーニクが作られていた。現在ではトゥーラにはプリャーニク博物館があり、来訪者は焼きたてのプリャーニクを買うことができる。